# Balanoidea
Super-famille
Les Balanoidea sont une super-famille d'arthropodes du sous-embranchement des crustacés, du sous-ordre des Balanomorpha (balanes).

## Liste des familles
- Archaeobalanidae Newman & Ross, 1976
- Balanidae Leach, 1817
- Pyrgomatidae Gray, 1825